# بطولة العالم للدراجات على المضمار 1966
بطولة العالم للدراجات على المضمار 1966 هي الدورة ال63 من بطولة العالم للدراجات على المضمار، أجريت في فرانكفورت، ألمانيا الغربية.

## النتائج النهائية
| المسابقة                              | ذهبية                   | فضية                     | برونزية                |
| ------------------------------------- | ----------------------- | ------------------------ | ---------------------- |
| الرجال                                |                         |                          |                        |
| السرعة الفردية                        | جوزيبي بيغيتو (ITA)     | Ron Baensch (AUS)        | سانتي جاياردوني (ITA)  |
| سباق المطاردة الفردية                 | لياندرو فاجين (إيطاليا) | فيرديناند براك (بلجيكا)  | ديتر كمبر (ألمانيا)    |
| سباق مطاردة الدراجة النارية للهواة    | بييت دي ويت (NED)       | Bert Romyn (NED)         | Christian Giscos (FRA) |
| سباق مطاردة الدراجة النارية للمحترفين | رومان دي لوف (BEL)      | Ehrenfried Rudolph (FRG) | Leo Proost (BEL)       |
| السيدات                               |                         |                          |                        |
| السرعة الفردية                        | ايرينا كيريتشينكو (URS) | Valentina Savina (URS)   | Heidi Blobner (GDR)    |
| سباق المطاردة الفردية                 | بريل بيرتون (GBR)       | إيفون رايندرز (BEL)      | Hannelore Mattig (GDR) |